# Portada/efemèride juliol 31
Elisa Beni
« 30 de juliol · 31 de juliol · 1 d'agost »